# التعليم في فيتنام
التعليم في فيتنام هو نظام خاضع لإشراف الدولة، ويشمل التعليم العام والخاص، والذي تشرف عليه وزارة التربية والتأهيل. وينقسم إلى خمس مستويات: التعليم ما قبل المدرسي، والتعليم الابتدائي، والتعليم الإعدادي، والتعليم الثانوي، والتعليم العالي. يتألف التعليم الرسمي من اثنتي عشرة سنة من سنوات التعليم الأساسي. يضم التعليم الأساسي خمس سنوات في المرحلة الابتدائية، وأربع سنوات في المرحلة الإعدادية، وثلاث سنوات في المرحلة الثانوية. يلتحق غالبية طلبة مرحلة التعليم الأساسي في مدارسهم بصورة يومية. تشمل الأهداف الرئيسية تحسين المعارف العامة، وتدريب الموارد البشرية، وتطوير المواهب.
شهدت فيتنام اضطرابات سياسية كبيرة وتفاوتًا اجتماعيًا على مر تاريخها الحديث، وهي تسعى إلى التحديث. تاريخيًا، اتبع نظام التعليم في فيتنام النموذج الكونفوشي الصيني، إذ استعمِل نظام كتابة تشو هان (للغة الفيتنامية والصينية) كأسلوب رئيسي لكتابة الأدب والحوكمة. شجع هذا النظام أولئك الذين تمتعوا بالمواهب ليصبحوا مسؤولين أو موظفين في البلاط الملكي في فيتنام والصين. استُبدل هذا النظام بالكامل خلال فترة الاستعمار الفرنسي ليحل محله نظام تعليمي فرنسي، ثم خضع لإصلاح شامل مجددًا بعد قيام دولة فيتنام المستقلة، ووضع الأبجدية الفيتنامية (تشو كوك نو) في عشرينيات القرن العشرين.
تعرف فيتنام بمناهجها الدراسية التي تعتبر شديدة التنافسية. يعد التعليم الثانوي أحد أهم القضايا الاجتماعية في البلاد؛ إذ تقدم مدارس محددة تعرف باسم «المدارس الثانوية المخصصة للموهوبين» (ترونغ ترنغ هوك فو تونغ تشوين) دورات إضافية موسعة، والتي تعتبر مرموقة بصفة عامة، وتشترط إحراز درجات عالية في امتحانات القبول. ينظر إلى التعليم العالي على أنه أساسي في فيتنام. يتحدد القبول في الجامعات من خلال الامتحان الوطني للثانوية العامة، وتزداد درجات امتحان القبول، كلما حظيت المؤسسة التعليمية بقدر أكبر من الاحترام.
تشهد فيتنام حاليًا معدل نمو مرتفع في الناتج المحلي الإجمالي، وتسعى إلى توسيع نظامها التعليمي. شكلت حصة الميزانية الوطنية المخصصة للتعليم نحو 6.3% في عام 2012. خلال العقد الأخير، تفاوتت ردود الفعل العامة تجاه نظام التعليم في فيتنام، نظرًا لطبيعته وامتحاناته الجامدة. انتقد المواطنون المناهج الدراسية، وهو ما أدى إلى ظهور مشاكل اجتماعية، بما في ذلك الاكتئاب والقلق وارتفاع معدلات الانتحار. دعا بعض العامة إلى اعتماد المدارس لنظام دراسي أكثر مرونة، وتخفيف التركيز على الامتحانات، وإيلاء مزيد من الاهتمام إلى تنمية المهارات الحياتية. واستجابةً للرأي العام، نفذت وزارة التعليم والتأهيل عددًا من الإصلاحات التعليمية. ارتفعت معدلات الالتحاق بالتعليم العالي من 3% في عام 1995 إلى نحو 30% بحلول عام 2019. ومع ذلك، ما يزال هناك الكثير من العمل الذي يجب القيام به لتحسين التعليم في كافة مستوياته، بدءًا من التعليم ما قبل الابتدائي، وصولًا إلى المرحلة الابتدائية، والإعدادية، ومرحلة التعليم ما بعد الثانوي.

## المؤسسات
في ما يتعلق بالملكية، تنص المادة رقم 44 من قانون التعليم الفيتنامي على وجود أربعة أنواع من المؤسسات التعليمية:
- المؤسسات التعليمية العامة: تستحدثها الدولة، وتخضع لرقابتها. كذلك تتولى الدولة تعيين القائمين على إدارتها، وتحديد حصص العاملين فيها. تستثمر الدولة في البنية التحتية، وتقدم التمويل اللازم لمهام الإنفاق الدوري.
- المؤسسات التعليمية شبه العامة: تنشئها الدولة على أساس حشد المنظمات والأفراد في المجتمع للمشاركة في الاستثمار في البنية التحتية.
- المؤسسات التعليمية الأهلية: تتقدم المنظمات الاجتماعية أو الاقتصادية بطلب للحصول على إذن من الدولة لإنشاء مؤسسة برأس مال غير حكومي.
- المؤسسات التعليمية الخاصة: يتقدم أفراد أو مجموعات من الأفراد بطلب للحصول على إذن من الدولة لإنشاء المؤسسة والاستثمار فيها بأنفسهم.

يشار إلى المؤسسات التعليمية شبه العامة، والأهلية، والخاصة مجتمعةً باسم المؤسسات التعليمية غير العامة.

## الصفوف الدراسية
ينقسم العام الدراسي في فيتنام إلى فصلين دراسيين: يبدأ الأول في منتصف أو أواخر شهر أغسطس (على الرغم من أن يوم القبول أو حفل الافتتاح يصادف يوم الخامس من سبتمبر)، ويستمر حتى نهاية شهر ديسمبر، في حين يبدأ الفصل الثاني مباشرةً بعد الأول في منتصف شهر يناير، وينتهي في شهر مايو.

## التعليم ما قبل المدرسي
عادةً ما تقبل مراكز رياض الأطفال العامة الأطفال ممن تتراوح أعمارهم ما بين 18 شهرًا وخمسة أعوام. أحيانًا، يتعلم الأطفال في سن الرابعة أو الخامسة الحروف الأبجدية وأساسيات الحساب. لا يعد هذا المستوى التعليمي إلزاميًا، ولكنه يميل إلى أن يكون شائعًا في المدن الكبرى مثل هانوي، ومدينة هو تشي منه، ودا نانغ، وها فونغ، وكن تاه، وفنغ تاو.

## التعليم الابتدائي
عادةً ما يبدأ الأطفال مرحلة التعليم الابتدائي (تياي ها) في سن السادسة. يستمر التعليم في هذه المرحلة لمدة 5 سنوات، وهو إلزامي لجميع الأطفال. يبلغ معدل الإلمام بالقراءة والكتابة في البلاد أكثر من 90%.
بلغت نسبة الأطفال الملتحقين بالمدارس الابتدائية ممن تراوحت أعمارهم ما بين ستة وأحد عشر عامًا 96% بحسب المسح الاستقصائي للمجموعات متعددة المؤشرات الصادر عن المكتب العام للإحصاء في فيتنام في عام 2006. لا يزال هناك تفاوت في معدل إتمام التعليم الابتدائي بين المجموعات العرقية المختلفة. في حين بلغ معدل إتمام المرحلة الابتدائية لطلاب إثنية كينه (الفيتناميين) 86%، فقد بلغ هذا المعدل نسبة 61% لدى أطفال الأقليات الإثنية.
خلال العام الدراسي 2009-2010، بلغ عدد المدارس الابتدائية في فيتنام 15,172 مدرسة، وبلغ عدد المدارس الابتدائية والإعدادية المشتركة 611 مدرسة. وبلغ إجمالي عدد الطلبة 7.02 مليون طالب، وبلغت نسبة الفتيات 46%.
ينقسم المنهاج التعليمي الابتدائي المحدث في فيتنام إلى طورين كما يلي:
- يشمل الطور الأول الصف الأول والثاني والثالث، وتتضمن 9 مواد: اللغة الفيتنامية، والرياضيات، والأخلاق، والطبيعة والمجتمع، والفنون، والتربية البدنية، والأنشطة التجريبية (منذ عام 2020)، وتقانة المعلومات، واللغة الأجنبية.
- يشمل الطور الثاني الصفين الرابع والخامس، وتتضمن 12 مادة: اللغة الفيتنامية، وتقانة المعلومات، والرياضيات، والأخلاق، والعلوم (الطبيعة والمجتمع)، والتاريخ، والجغرافيا، والمهارات الأساسية، والموسيقى، والفنون، والتربية البدنية، وكلًا من الأنشطة التجريبية واللغة الأجنبية (منذ عام 2023).[12]

## التعليم الثانوي
يتألف التعليم الثانوي (بالفيتنامية: ترونع ها) من التعليم الثانوي الأدنى أو المرحلة الإعدادية (بالفيتنامية: ترونغ ها كو سو)، ويليه التعليم الثانوي أو المرحلة الثانوية العليا (بالفيتنامية: ترونغ ها فو تنغ).

### الأدنى
تشمل المدرسة الإعدادية (بالفيتنامية: ترونغ ها كو سو) أو المرحلة الإعدادية كلًا من الصف السادس والسابع والثامن والتاسع. تعين على الطلاب اجتياز امتحان التخرج المتوسط الذي أجرته مديرية التعليم والتأهيل المحلية حتى يتخرجوا، وذلك قبل إلغائه في عام 2006. يشمل امتحان التخرج المتوسط إجراء اختبارات في مواد الرياضيات، والأدب، واللغة الأجنبية. يعد هذا المستوى التعليمي متجانسًا في معظم أنحاء البلاد، باستثناء بعض المقاطعات النائية للغاية، والتي يتوقع أن تعمم وتوحد التعليم المتوسط خلال السنوات القليلة القادمة. لا يعد التعليم المتوسط إلزاميًا في فيتنام.
يشمل الجدول الأسبوعي للتعليم الثانوي الأدنى المواد والأنشطة الآتية: اللغة الفيتنامية (الأدب)، والرياضيات، والعلوم الطبيعية (علم الأحياء، والفيزياء، والكيمياء)، والتاريخ والجغرافيا، والتربية المدنية، واللغة الأجنبية، والتربية البدنية، والتقانة، والفنون، والموسيقى، والمواد الاختيارية، والأنشطة الصفية والمدرسية، والأنشطة المهنية الموجهة (3 حصص شهريًا في الصف الثامن أو خلال فصل الصيف بين الصفين السابع والثامن في بعض الحالات)، والأنشطة اللاصفية (4 حصص شهريًا في جميع الصفوف). وفي نهاية الصف الثامن، يشارك الطلاب في امتحان المهارات المهنية للحصول على درجات إضافية لامتحان الصف العاشر.